# Roncocreagris portugalensis
Roncocreagris portugalensis är en spindeldjursart som först beskrevs av Beier 1953.  Roncocreagris portugalensis ingår i släktet Roncocreagris och familjen helplåtklokrypare. Inga underarter finns listade i Catalogue of Life.